# Zofia Żydanowicz
Zofia Żydanowicz (ur. 6 maja 1914 w Aleksandrowie Łódzkim, zm. 18 października 1980 w Warszawie) – polska bibliotekarka, bibliograf.
W 1949 ukończyła studia filologiczne na Wydziale Humanistycznym Uniwersytetu Warszawskiego, będąc już wówczas od października 1947 pracownikiem Biblioteki Narodowej. Pracowała w Czytelni Ogólnej, a od 1951 w Dziale Informacji i Poradnictwa, przekształconym następnie w Zakład Informacji Naukowej. Od 1966 była adiunktem naukowo-badawczym. Wygłaszała prelekcje i prowadziła zajęcia na zawodowych kursach bibliotekarskich oraz kierowała praktykami studentów bibliotekoznawstwa. Odeszła na emeryturę 31 grudnia 1975.
Była autorką artykułów z zakresu bibliotekarstwa i bibliografii na łamach "Bibliotekarza" i "Informatora Bibliotekarza i Księgarza", a na potrzeby "Bibliografii Analitycznej Bibliotekoznawstwa i Informacji Naukowej" opracowywała abstrakty. Współpracowała z Polskim słownikiem biograficznym. Opublikowała m.in. przewodniki Bibliografie narodowe bieżące (1970) i The National Library (1966); razem z Ewą Suchodolską opracowała Bibliografię polskich przekładów z literatury pięknej krajów skandynawskich (1971).